# Llacuna de la Muga Vella
La Llacuna de la Muga Vella és un sistema lacustre d'1,8 hectàrees de superfície al terme de Castelló d'Empúries.
Es tracta d'una antiga desembocadura de la Muga, actualment limitada a una llacuna litoral salobre que ha quedat integrada dins d'un càmping, amb nombroses modificacions morfològiques als seus talussos. S'ha tancat la sortida natural al mar i s'ha aprofundit i seccionat la llacuna, amb un camí de trànsit per a vehicles dins del càmping.
La llacuna, d'aigües salabroses, destaca des del punt de vista ecològic per la presència de les comunitats aquàtiques de
Chaetomorpho-Ruppietum, amb Ruppia cirrhosa, i per la presència de fartet (Aphanius iberus).
El principal impacte de l'espai és la seva localització a l'interior d'un càmping del terme de Castelló d'Empúries. La
freqüentació humana així com l'enjardinament de l'espai són els principal factors que redueixen significativament l'interès de la zona humida. També ha tingut lloc una forta alteració de les dunes i de la línia litoral.
L'espai forma part del Parc Natural dels Aiguamolls de l'Empordà i s'inclou també dins l'espai del PEIN i la Xarxa Natura 2000 ES0000019 "Aiguamolls de l'Empordà".